# 電撃ウラワザ王
『電撃ウラワザ王』（でんげきウラワザおう）は、メディアワークス（現：アスキー・メディアワークス）が発行していた、家庭用ゲームソフトのデータ・裏技を収録した、書籍（ムック）。

## 概要
1994年に初発行。発売元は主婦の友社。2000年からは、発売元が角川書店に変更。
2002年からは、乳首に、★マークの修正が施されるようになった。
2005年を最後に発行されていない。

## 書籍一覧
- 電撃ウラワザ王 ’94年完全版、1994/04/15、ISBN 4-07-301109-X
- 電撃ウラワザ王 ’95-’96年完全版、1995/06/20、ISBN 4-07-303150-3
- 電撃ウラワザ王 ’96〜’97年 完全版、1996/04/10、ISBN 4-07-304438-9
- 電撃ウラワザ王 ’97〜’98年 完全版、1997/04/10、ISBN 4-07-305952-1
- 電撃ウラワザ王 ’98-’99年 完全版、1998/05/10、ISBN 4-07-308494-1
- 電撃ウラワザ王 超新作最速版 ’98年3月〜9月、1998/10/20、ISBN 4-0731-0108-0
- 電撃ウラワザ王 1999〜2000 完全版、1999/05/10、ISBN 4-07-311540-5
- 電撃ウラワザ王 超新作最速版99年3月〜9月、1999/09/22、ISBN 4-0731-1540-5
- 電撃ウラワザ王 2000-2001完全版、2000/05/10、ISBN 4-8402-1550-2
- 電撃ウラワザ王超新作最速版、2000年3月-10月 2000/11/15、ISBN 4-8402-1646-0
- 電撃ウラワザ王2001〜2002 完全版、2001/04/20、ISBN 4-8402-1808-0
- 電撃ウラワザ王超新作最速版 2001年3月〜9月、ISBN 4-8402-1909-5
- 電撃ウラワザ王 2002完全版、2002/04/20、ISBN 4-8402-1925-7
- 電撃ウラワザ王2003完全版、2003/04/25、ISBN 4-8402-2350-5
- 電撃ウラワザ王2004 完全版、2004/05/20、ISBN 4-8402-2679-2
- 電撃ウラワザ王2005完全版、2005/06/15、ISBN 4-8402-2991-0